# Thyez
Thyez (se prononce Thié) est une commune française située dans le département de la Haute-Savoie, en région Auvergne-Rhône-Alpes.

## Géographie
- La commune de Thyez est située dans la vallée de l'Arve, à l'ouest de Cluses.
- Elle est limitrophe des communes de Cluses, Scionzier, Marnaz, Vougy, Marignier, Mieussy et Châtillon-sur-Cluses.

## Urbanisme

### Typologie
Au 1er janvier 2024, Thyez est catégorisée ceinture urbaine, selon la nouvelle grille communale de densité à sept niveaux définie par l'Insee en 2022.
Elle appartient à l'unité urbaine de Cluses, une agglomération intra-départementale regroupant 18  communes, dont elle est une commune de la banlieue,,. Par ailleurs la commune fait partie de l'aire d'attraction de Cluses, dont elle est une commune de la couronne,. Cette aire, qui regroupe 12 communes, est catégorisée dans les aires de 50 000 à moins de 200 000 habitants,.

### Occupation des sols
L'occupation des sols de la commune, telle qu'elle ressort de la base de données européenne d’occupation biophysique des sols Corine Land Cover (CLC), est marquée par l'importance des territoires artificialisés (37,3 % en 2018), en augmentation par rapport à 1990 (25,5 %). La répartition détaillée en 2018 est la suivante : 
zones agricoles hétérogènes (32,4 %), zones urbanisées (28,6 %), forêts (28 %), zones industrielles ou commerciales et réseaux de communication (8,7 %), prairies (2,2 %).
L'IGN met par ailleurs à disposition un outil en ligne permettant de comparer l’évolution dans le temps de l’occupation des sols de la commune (ou de territoires à des échelles différentes). Plusieurs époques sont accessibles sous forme de cartes ou photos aériennes : la carte de Cassini (XVIIIe siècle), la carte d'état-major (1820-1866) et la période actuelle (1950 à aujourd'hui).

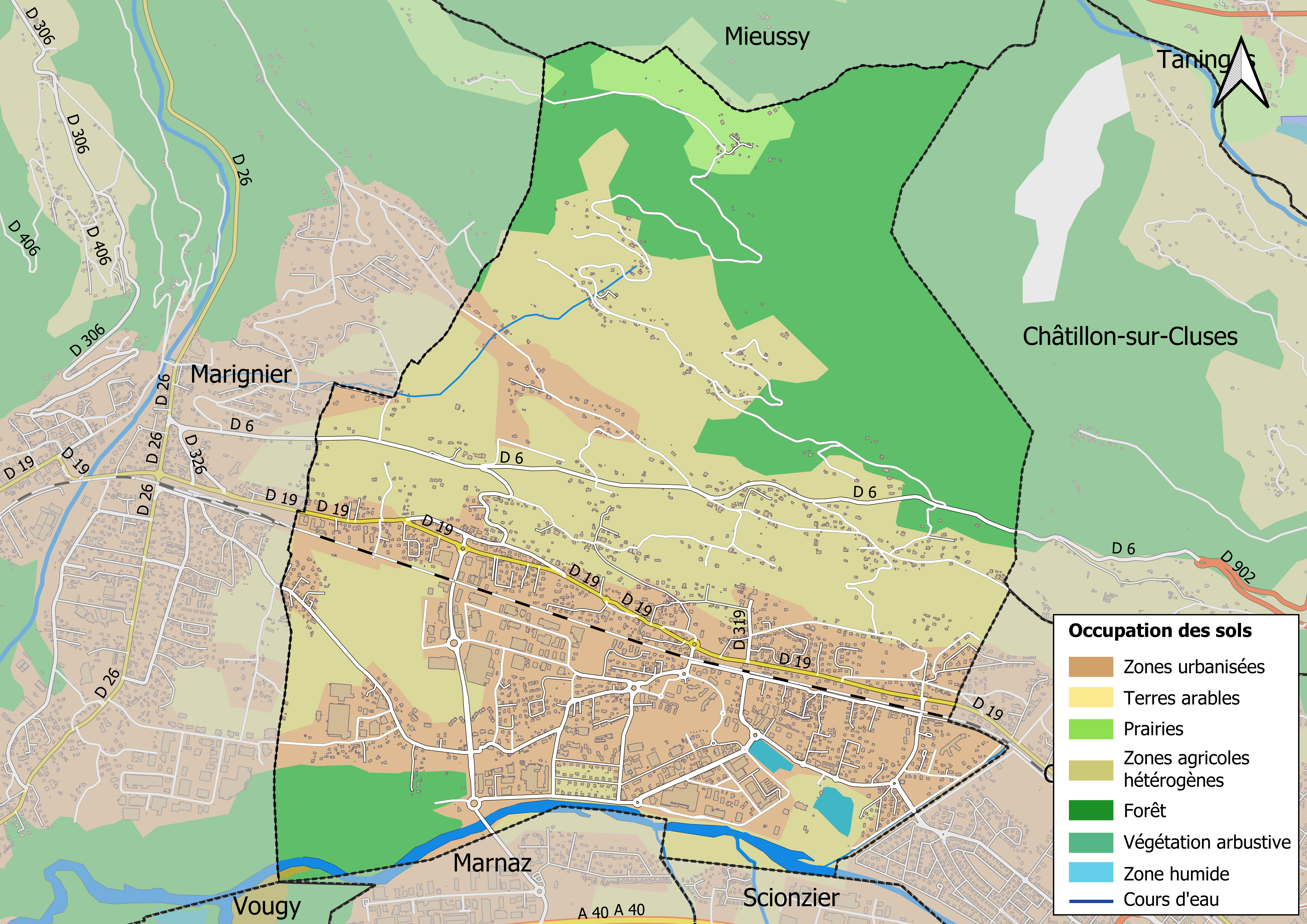
Carte des infrastructures et de l'occupation des sols en 2018 (CLC) de la commune.
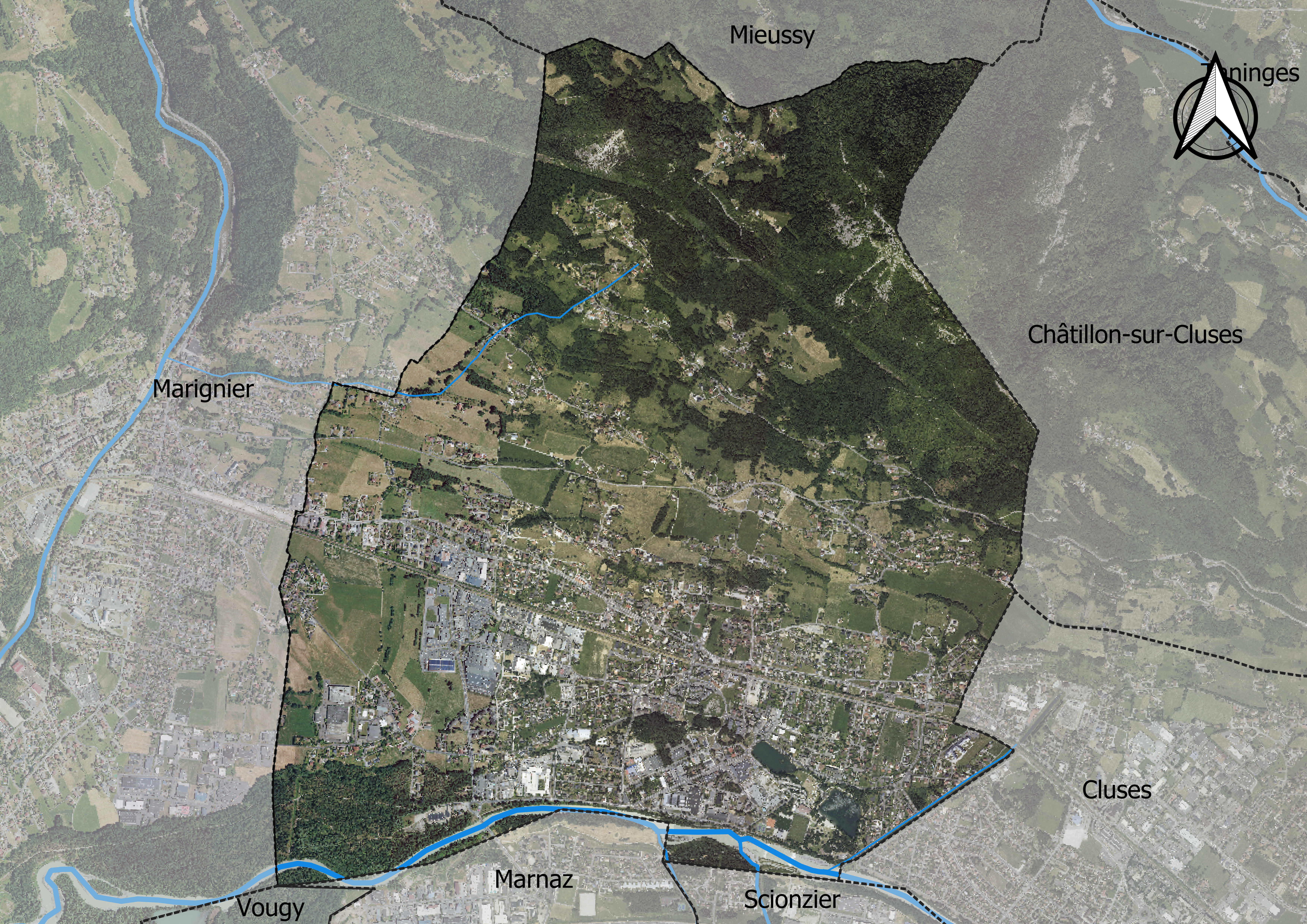
Carte orthophotogrammétrique de la commune.

## Toponymie
Anciennement THY ou TYES (vraisemblablement d’étymologie celtique), autrefois « habitation », « sur les eaux » ou « au milieu des eaux ».
En francoprovençal savoyard, le nom de la commune se prononce « Tî » (retranscrit selon la graphie semi-phonétique de Conflans).

## Histoire
Thyez était une petite agglomération gallo-romaine secondaire, dans la moitié du Ier siècle av. J.-C. jusqu’à la fin du IVe siècle, du type village-rue, le long de la voie romaine menant au col du Grand-Saint-Bernard, plusieurs indices laissent penser que cette voie stimulait l’activité du village. L’agglomération est plusieurs fois envahie par des crues importantes de l’Arve à cette période. Deux inscriptions ont été découvertes à proximité de l'église au XIXe siècle, des dédicaces aux dieux Mars et Mercure, de même que des sépultures.
La paroisse possède une église datant vraisemblablement du XIIe siècle-XIIIe siècle, construite sur l'emplacement d'un sanctuaire plus ancien.
La paroisse était une possession des Bénédictins de Contamine-sur-Arve.

## Héraldique
| Armes de Thyez | Les armes de Thyez se blasonnent ainsi : Palé d'argent et d'azur à la bande brochant de gueules chargée de trois coquilles d'or,accompagnée en chef d'une tour, sénestrée d'un pan de mur crénelé et ouvert d'un portique sous lequel était une étoile, le tout d'or. |

## Politique et administration

### Liste des maires
| Période                                  | Période      | Identité          | Étiquette | Qualité                                                               |
| ---------------------------------------- | ------------ | ----------------- | --------- | --------------------------------------------------------------------- |
| mars 1977                                | mars 2008    | Gérard Maure      | UDF       |                                                                       |
| mars 2008                                | juillet 2020 | Gilbert Catala    | DVD-UDI   | Consultant Président de la CC Cluses-Arve et Montagnes (2017 → 2020 ) |
| Juillet 2020                             | En cours     | Fabrice Gyselinck | SE        | Vice-Président de la CC Cluses-Arve et Montagnes                      |
| Les données manquantes sont à compléter. |              |                   |           |                                                                       |

## Démographie
Ses habitants sont les Thylons.
L'évolution du nombre d'habitants est connue à travers les recensements de la population effectués dans la commune depuis 1793. Pour les communes de moins de 10 000 habitants, une enquête de recensement portant sur toute la population est réalisée tous les cinq ans, les populations de référence des années intermédiaires étant quant à elles estimées par interpolation ou extrapolation. Pour la commune, le premier recensement exhaustif entrant dans le cadre du nouveau dispositif a été réalisé en 2007.

En 2022, la commune comptait 6 344 habitants, en évolution de +3,91 % par rapport à 2016 (Haute-Savoie : +6,01 %, France hors Mayotte : +2,11 %).
| 1793 | 1800 | 1806 | 1822 | 1838 | 1848 | 1858 | 1861 | 1866 |
| ---- | ---- | ---- | ---- | ---- | ---- | ---- | ---- | ---- |
| 453  | 415  | 420  | 630  | 840  | 829  | 831  | 806  | 796  |

| 1872 | 1876 | 1881 | 1886 | 1891 | 1896 | 1901 | 1906 | 1911 |
| ---- | ---- | ---- | ---- | ---- | ---- | ---- | ---- | ---- |
| 805  | 788  | 784  | 803  | 778  | 768  | 721  | 732  | 666  |

| 1921 | 1926 | 1931 | 1936 | 1946 | 1954 | 1962 | 1968  | 1975  |
| ---- | ---- | ---- | ---- | ---- | ---- | ---- | ----- | ----- |
| 568  | 609  | 584  | 538  | 507  | 665  | 950  | 1 281 | 1 935 |

| 1982  | 1990  | 1999  | 2006  | 2007  | 2012  | 2017  | 2022  | - |
| ----- | ----- | ----- | ----- | ----- | ----- | ----- | ----- | - |
| 3 117 | 4 109 | 4 873 | 5 353 | 5 421 | 5 762 | 6 198 | 6 344 | - |

## Culture locale et patrimoine

### Lieux et monuments
- La mairie se trouve dans l'ancien château de la crête.
- Château de La Place (1420 attesté)
- Châtel (indice)
- Maison forte de Riddes (attesté)
- Le château de Thyez ou Thiez, dit aussi de Viuz ou de Salaz, appartenant aux évêques de Genève se trouve à Viuz-en-Sallaz[21],[22].
- Église Saint-Théodule (XIIe siècle-XIIIe siècle).
- Le mont Orchez, sommet boisé par un magnifique panorama.

### Espaces verts et fleurissement
En 2014, la commune de Thyez bénéficie du label « ville fleurie » avec « deux fleurs » attribuées par le Conseil national des villes et villages fleuris de France au concours des villes et villages fleuris.

### Personnalités liées à la commune
- Maurice Manificat, fondeur français, médaillé aux Jeux olympiques de 2014 et aux Jeux olympiques 2018 à Pyeongchang.